# USS Mount Hood (AE-11)
USS Mount Hood (AE-11) – amerykański okręt zaopatrzeniowy o nośności 7700 ton DWT, zbudowany na podstawie kontraktu z Komisją Morską (ang. Maritime Commission) w stoczni North Carolina Shipbuilding Co. w Wilmington (Karolina Północna). Pierwotnie noszący nazwę „Marco Polo” (MC hull 1356), przemianowany 10 listopada 1943. Zwodowany 28 listopada 1943; matką chrzestną była pani A. J. Reynolds. Wyczarterowany przez Marynarkę 28 stycznia 1944, przerobiony w stoczniach Norfolk Shipbuilding & Dry Dock Co. i Norfolk Navy Yard. Wszedł do służby 1 lipca 1944 z komandorem Haroldem A. Turnerem jako dowódcą.
Po przebudowie i dziewiczym rejsie w rejonie zatoki Chesapeake okręt amunicyjny „Mount Hood” zameldował się do służby we Flocie Atlantyckiej 5 sierpnia 1944. Przydzielono mu zadanie przewiezienia ładunku na Pacyfik. Wszedł do Norfolk, gdzie jego ładownie zostały wypełnione. 21 sierpnia jako część konwoju TG 29.6 opuścił port udając się w kierunku kanału panamskiego, przez który przeszedł 27 sierpnia. Następnie samotnie popłynął do wyspy Manus (Wyspy Admiralicji). Płynąc następnie przez Finschafen na Nowej Gwinei, dotarł do portu Seeadler Harbor 22 września i jako jednostka ComSoWesPac rozpoczął rozładowywanie amunicji i materiałów wybuchowych na statki przygotowujące się do ofensywy na Filipiny.
10 listopada 1944 o godzinie 08:30 grupa składająca się z oficera komunikacyjnego Lt. L. A. Wallace i 17 ludzi opuściła statek i udała się na brzeg. O 08:55, gdy chodzili po plaży, zobaczyli błysk od strony portu, po którym usłyszeli dwie krótkie eksplozje. Szybko na łodziach udali się w kierunku statku, ale w miejscu zakotwiczenia jednostki unosiły się tylko szczątki.

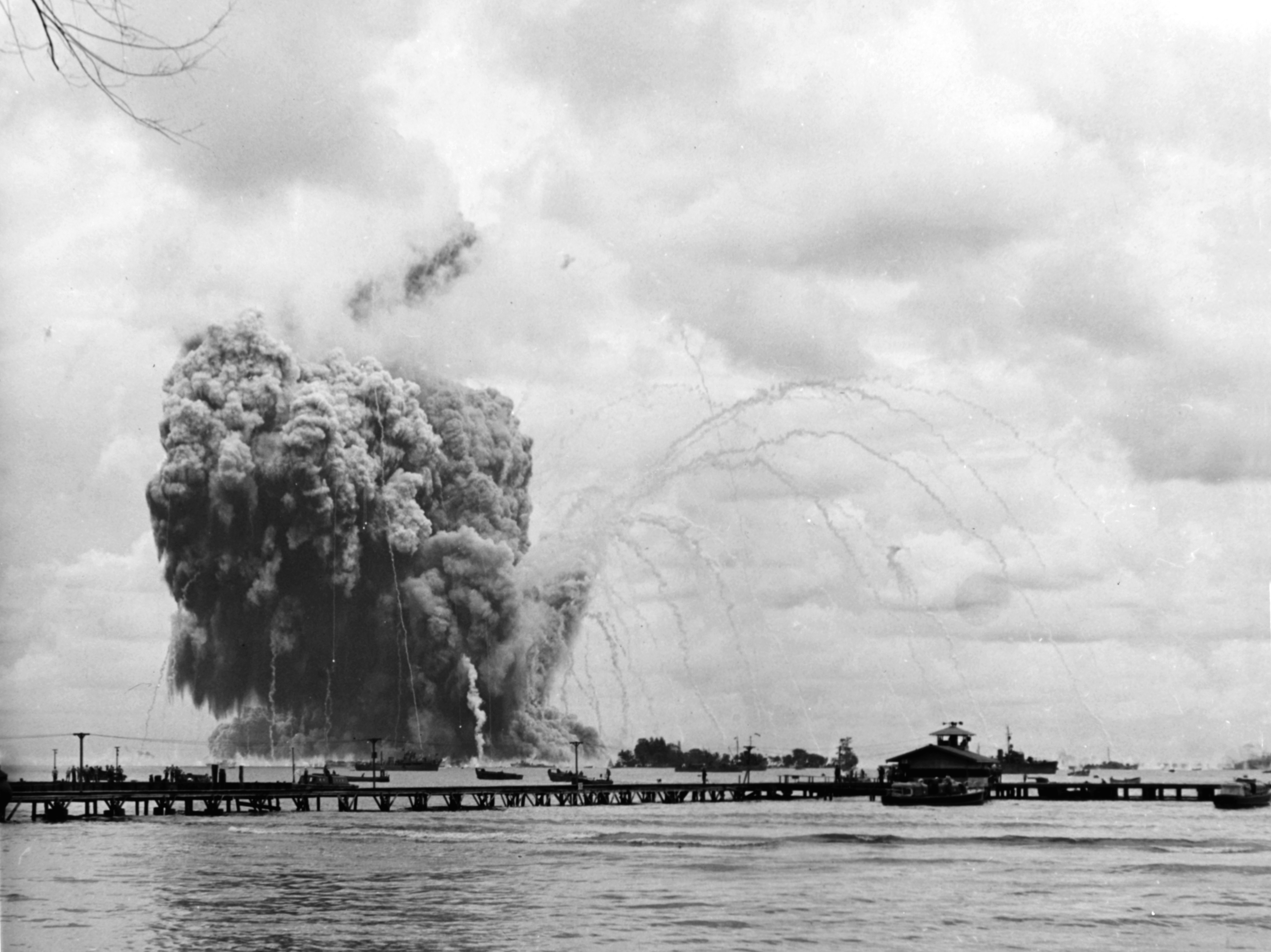
Eksplozja USS "Mount Hood". Łuki dymu pozostawione zostały przez fragmenty statku wyrzucane przez eksplozję.

„Mount Hood” był zakotwiczony na głębokości ok. 19 sążni (35 m). Ocenia się, że na pokładzie było około 3800 ton zaopatrzenia. Pierwsza eksplozja spowodowała ogień i dym, który wystrzelił ponad śródokręciem na wysokość masztów. Po kilku sekundach ładunek wybuchł w eksplozji. Dym w kształcie grzyba uniósł się na wysokość około 7000 stóp (ok. 2100 metrów), przesłaniając jednostkę i otaczającą przestrzeń w promieniu około 500 jardów. Dawna pozycja okrętu była możliwa do ustalenia przy pomocy powstałego zagłębienia w dnie o długości 90 m, 15 metrach szerokości i 10-12 metrach głębokości. Największe znalezione kawałki metalu nie były większe niż 5 x 3 metry.
Wybuch i latające szczątki spowodowały także uszkodzenia innych jednostek w promieniu 2000 jardów (ok. 1800 metrów). Straty wyniosły 45 zabitych, 327 zaginionych i 371 rannych, wliczając w to załogę „Mount Hood”, z której jedynie przeżyli ci członkowie, którzy znajdowali się na brzegu. Naprawa uszkodzeń na innych jednostkach wymagała 100 000 roboczogodzin, a 22 jednostki (małe łodzie i barki desantowe) zostały zatopione, zniszczone bądź w takim stopniu uszkodzone, że nie opłacało się ich remontować. 
Komisja powołana do zbadania wypadku nie mogła stwierdzić co było jego przyczyną. „Mount Hood”, po zaledwie 4 miesiącach służby, został skreślony z Rejestru Morskiego 11 grudnia 1944.

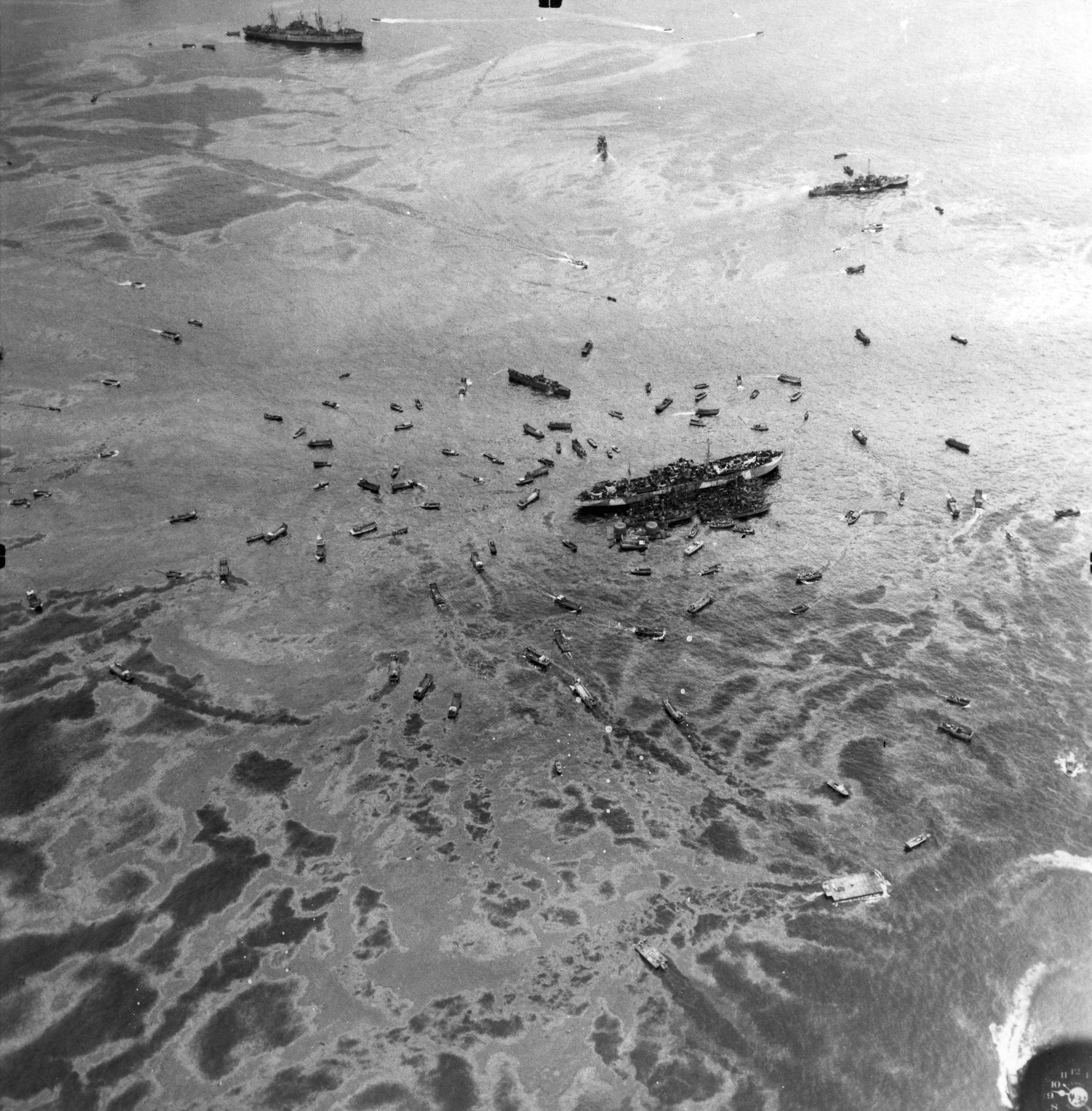
Miejsce eksplozji na USS „Mount Hood” (AE-11) w Seeadler Harbor. Małe jednostki zebrane w pobliżu USS „Mindanao” (ARG-3) podczas ratowania rozbitków i statku po wybuchu mającym miejsce około 350 jardów od lewej burty „Mindanao”. Okręt ten oraz siedem trałowców (YMS) zakotwiczonych do jego prawej burty, zostało uszkodzonych przez wybuch. Uszkodzone zostały także USS "Alhena" (AKA-9) (na zdjęciu z lewej u góry) i USS "Oberrender" (DE-344) (u góry po prawej). Po powierzchni wody rozlana jest ropa poprzecinana w niektórych miejscach przez pływające małe jednostki.